# Basket League
Im Basketball wird die griechische Meisterschaft der Männer in der Basket League ermittelt, die zu den spiel- und finanzstärksten Basketball-Ligen Europas gehört. Diese Profiliga besteht zurzeit aus zwölf Mannschaften.

## Geschichte
Die erste Basketballmeisterschaft Griechenlands wurde bereits in den Jahren 1927–1928 ausgetragen. Die unter anderem auch durch den Zweiten Weltkrieg oft unterbrochene Vorform der heutigen Liga trug zu dem damaligen Zeitpunkt die Bezeichnung Panellinio Protathlima A Katigorias (Πανελλήνιο Πρωτάθλημα Α Κατηγορίας) und hatte bis zum Jahr 1963 bestand.

Von 1964 bis 1986 hieß die höchste Spielklasse Griechenlands Protathlima Ethnikis Katigorias (Πρωτάθλημα Εθνικής Κατηγορίας). In den Jahren 1987 bis 1992 Protathlima A1 Ethnikis Katigorias (Πρωτάθλημα Α1 Εθνικής Κατηγορίας).

1993 schließlich verlor die Meisterschaft ihren Amateurstatus und wurde offiziell als Profiliga unter dem Namen Epangelamtiko Protathlima A1 (Επαγγελματικό Πρωτάθλημα Α1) etabliert. Eine erneute Umbenennung erfuhr die Liga im Jahr 2012 und firmiert seitdem als Basket League.
Nach den aktuellen Regularien steigen nach der regulären Saison die letzten zwei Mannschaften der Tabelle in die A2-Liga ab. Die ersten acht Mannschaften qualifizieren sich für die Play-offs. Nach bisher 85 ausgetragenen Meisterschaften ist Panathinaikos Athen mit 40 Titeln Rekordmeister.
In Griechenland haben auch einige deutsche Basketballer gespielt.
Ex-Europameister Michael Koch hat sieben Jahre bei Panathinaikos, Marousi und Ionikos gespielt. Nationalspieler Patrick Femerling hat bei Olympiakos gespielt und wechselte 2004 nach einem kurzen Intermezzo beim FC Barcelona zu Panathinaikos. Weitere deutsche Spieler, die in Griechenland gespielt haben, sind Stephen Arigbabu, Sascha Hupmann, Misan Nikagbatse, Ademola Okulaja, Marko Pesic sowie Christian Welp. Der ehemalige Trainer der deutschen Nationalmannschaft Dirk Bauermann trainierte zeitweise die Vereine Apollon Patras und Dafni Athen.

### Zuschauerverbot nach Ausschreitungen
Nach Ausschreitungen von Zuschauern im Fußballspiel zwischen Olympiakos Piräus und Volos NFC am 3. Dezember 2023 (2:2) hat die Regierung ein zweimonatiges Zuschauerverbot für Erstligisten aller Sportarten ab dem 12. Dezember 2023 bis zum 12. Februar 2024 beschlossen.

## Mannschaften 2024/25
An der Saison 2024/25 nehmen folgende Mannschaften teil:
| Name          | Stadt        | Spielstätte                               | Fassungsvermögen | Meisterschaften | Titel (gesamt) | Teilnahmen |
| ------------- | ------------ | ----------------------------------------- | ---------------- | --------------- | -------------- | ---------- |
| AEK           | Athen        | Ano Liosia Olympic Hall                   | 08.327           | 08              | 17             | 57         |
| Panionios     | Athen        | Klisto Gymnastirio Glyfadas               | 03.500           | –               | 1              | 47         |
| Aris          | Thessaloniki | Alexandreio Melathron Nick Galis Hall     | 05.500           | 10              | 21             | 60         |
| GS Lavrio     | Lavrio       | Kleisto Gymnastirio Lavriou               | 01.700           | –               | –              | 8          |
| GS Marousi    | Athen        | Dimotiko Gymnastirio Amarousiou           | 01.700           | –               | 1              | 14         |
| AS Karditsas  | Karditsa     | Klisto Gymnastirio Karditsas              | 03.500           | –               | –              | 1          |
| Kolossos      | Rhodos       | Klisto Gymnastirio Rhodou                 | 03.400           | –               | –              | 17         |
| Olympiakos    | Piräus       | Stadion des Friedens und der Freundschaft | 14.095           | 15              | 32             | 55         |
| Panathinaikos | Athen        | Nikos Galis Arena                         | 19.443           | 40              | 70             | 60         |
| PAOK          | Thessaloniki | PAOK Sports Arena                         | 08.500           | 02              | 07             | 59         |
| Peristeri     | Athen        | Peristeri Indoor Hall Andreas Papandreou  | 04.000           | –               | –              | 24         |
| Promitheas    | Patras       | Dimitris Tofalos Arena                    | 05.500           | –               | 1              | 7          |

## Rekorde und Bestmarken

### Meistertitel
- Panathinaikos: 40
- Olympiakos Piräus: 15
- Aris: 10
- AEK Athen: 8
- Panellinios: 6
- Iraklis: 2
- PAOK: 2
- Niar Ist: 1
- Universität Athen: 1

## Titelträger
| - 1928: Iraklis Thessaloniki - 1929: Panellinios - 1930: Aris Thessaloniki - 1931–34: nicht ausgetragen - 1935: Iraklis Thessaloniki - 1936: Near East - 1937: Universität Athen - 1938: nicht ausgetragen - 1939: Panellinios - 1940: Panellinios - 1941–45: nicht ausgetragen - 1946: Panathinaikos Athen - 1947: Panathinaikos Athen - 1948: nicht ausgetragen - 1949: Olympiakos Piräus - 1950: Panathinaikos Athen - 1951: Panathinaikos Athen - 1952: nicht ausgetragen - 1953: Panellinios - 1954: Panathinaikos Athen - 1955: Panellinios - 1956: nicht ausgetragen | - 1957: Panellinios - 1958: AEK Athen - 1959: PAOK Thessaloniki - 1960: Olympiakos Piräus - 1961: Panathinaikos Athen - 1962: Panathinaikos Athen - 1963: AEK Athen - 1964: AEK Athen - 1965: AEK Athen - 1966: AEK Athen - 1967: Panathinaikos Athen - 1968: AEK Athen - 1969: Panathinaikos Athen - 1970: AEK Athen - 1971: Panathinaikos Athen - 1972: Panathinaikos Athen - 1973: Panathinaikos Athen - 1974: Panathinaikos Athen - 1975: Panathinaikos Athen - 1976: Olympiakos Piräus - 1977: Panathinaikos Athen - 1978: Olympiakos Piräus | - 1979: Aris Thessaloniki - 1980: Panathinaikos Athen - 1981: Panathinaikos Athen - 1982: Panathinaikos Athen - 1983: Aris Thessaloniki - 1984: Panathinaikos Athen - 1985: Aris Thessaloniki - 1986: Aris Thessaloniki - 1987: Aris Thessaloniki - 1988: Aris Thessaloniki - 1989: Aris Thessaloniki - 1990: Aris Thessaloniki - 1991: Aris Thessaloniki - 1992: PAOK Thessaloniki - 1993: Olympiakos Piräus - 1994: Olympiakos Piräus - 1995: Olympiakos Piräus - 1996: Olympiakos Piräus - 1997: Olympiakos Piräus - 1998: Panathinaikos Athen - 1999: Panathinaikos Athen - 2000: Panathinaikos Athen | - 2001: Panathinaikos Athen - 2002: AEK Athen - 2003: Panathinaikos Athen - 2004: Panathinaikos Athen - 2005: Panathinaikos Athen - 2006: Panathinaikos Athen - 2007: Panathinaikos Athen - 2008: Panathinaikos Athen - 2009: Panathinaikos Athen - 2010: Panathinaikos Athen - 2011: Panathinaikos Athen - 2012: Olympiakos Piräus - 2013: Panathinaikos Athen - 2014: Panathinaikos Athen - 2015: Olympiakos Piräus - 2016: Olympiakos Piräus - 2017: Panathinaikos Athen - 2018: Panathinaikos Athen - 2019: Panathinaikos Athen - 2020: Panathinaikos Athen - 2021: Panathinaikos Athen - 2022: Olympiakos Piräus | - 2023: Olympiakos Piräus - 2024: Panathinaikos Athen - 2025: Olympiakos Piräus |

## Frauen
Die griechische Meisterschaft der Frauen wird zurzeit unter 11 Mannschaften ausgetragen. Die oberste Spielklasse trägt den Namen A1 Ethniki. Nach insgesamt 20 Spieltagen, bestehend aus Hin- und Rückspielen wird der Meister gekürt. Die letzten zwei der Tabelle steigen in die A2 Liga ab.

### Geschichte
Die erste Meisterschaft der Frauen wurde in den Jahren 1967–1968 unter dem Namen Panellinio Protathlima (Πανελλήνιο Πρωτάθλημα) ausgetragen. Ab der Saison 1984–1985 Protathlima A Ethnikis Katigorias (Πρωτάθλημα Α Εθνικής Κατηγορίας). Seit 1997 heißt die höchste Spielklasse offiziell Protathlima A1 Ethnikis Katigorias (Πρωτάθλημα Α1 Εθνικής Κατηγορίας).

### Statistik der griechischen Basketballmeister
- AO Sporting: 21
- Olympiakos Piräus: 9
- Panathinaikos Athen: 5
- Athinaikos Athen: 4
- Ano Liosa: 3
- Iraklis Thessaloniki: 3
- Apollon Kalamarias: 2
- Palio Faliro: 2
- Piraikos: 2
- AE Esperides: 2
- AE Sourmenon-Ellinikou 2
- Olympiakos Volou: 1
- SAAKT: 1
- Panionios Athen: 1

### Titelträger
| - 1968: Iraklis Thessaloniki - 1969: Piraikos - 1970: Piraikos - 1971: Iraklis Thessaloniki - 1972: Iraklis Thessaloniki - 1973: SAAKT - 1974: Apollon Kalamarias - 1975: AO Palio Faliro - 1976: AO Sporting - 1977: AO Sporting - 1978: AO Olympiakos Volou - 1979: AO Sporting - 1980: AO Sporting | - 1981: AO Sporting - 1982: AO Palio Faliro - 1983: AO Sporting - 1984: AO Sporting - 1985: AO Sporting - 1986: AO Sporting - 1987: AO Sporting - 1988: AO Sporting - 1989: AO Sporting - 1990: AO Sporting - 1991: AO Sporting - 1992: Apollon Kalamarias - 1993: AO Sporting | - 1994: AO Sporting - 1995: AO Sporting - 1996: AO Sporting - 1997: AO Sporting - 1998: Panathinaikos Athen - 1999: AO Sporting - 2000: Panathinaikos Athen - 2001: Ano Liosia - 2002: Ano Liosia - 2003: Ano Liosia - 2004: AO Sporting - 2005: Panathinaikos Athen - 2006: AE Esperides | - 2007: Panionios Athen - 2008: AE Esperides - 2009: Athinaikos Athen - 2010: Athinaikos Athen - 2011: Athinaikos Athen - 2012: Athinaikos Athen - 2013: Panathinaikos Athen - 2014: AE Sourmenon-Ellinikou - 2015: AE Sourmenon-Ellinikou - 2016: Olympiakos Piräus - 2017: Olympiakos Piräus - 2018: Olympiakos Piräus - 2019: Olympiakos Piräus | - 2020: Olympiakos Piräus - 2021: Panathinaikos Athen - 2022: Olympiakos Piräus - 2023: Olympiakos Piräus - 2024: Olympiakos Piräus - 2025: Olympiakos Piräus |